# Festival international de danse Encore
Le Festival international de danse Encore, ou DansEncore, est l'un des principaux événements culturels  de la ville de Trois-Rivières. S'échelonnant sur une période de quatre jours au mois de juin, il accueille plus de 250 artistes de partout dans le monde se produisant sur les différents sites regroupés au centre-ville de Trois-Rivières.

## Histoire
Le festival a été fondé en 1994 par Claire Mayer et fut initialement présenté à partir de 1995 à Drummondville. Durant l'année 1998, il quitte Drummondville après trois ans d'opération et s'installe à Trois-Rivières. Dès son arrivée, le festival est officiellement accrédité par la Corporation de développement culturel de Trois-Rivières. De 2003 à 2004, il fait face à une forte hausse de participation, celui-ci passe alors de trois à dix jours. De 2005 à 2008, le Festival International Danse Encore devient un événement majeur s'ouvrant au grand public et est consacré « événement majeur éclatant et unique ». Les activités sont conséquemment réparties sur une fin de semaine de quatre jours. Cette nouvelle idée attire plus de 10 000 visiteurs, dont 60 % de l'extérieur de la Mauricie. En 2008 le festival toujours en croissance reçoit plus de 35 000 personnes. En 2009, les célébrations du 375e anniversaire de la ville de Trois-Rivières coïncide avec le 15e anniversaire du Festival, l'histoire de Danse Encore est ainsi marquée par une nouvelle activité organisée pour l'occasion: la Symphonie nº 9 de Beethoven accompagnée par l'Orchestre Symphonique de Trois-Rivières. En 2010, il accueille des compagnies cubaines et cette année marque également la fin des compétitions pour amateurs et semi-professionnels. Au cours de l'année 2011, un grand nombre de nouveautés et de changements relatif au festival sont présentés . En 2014, le Festival International de Danse Encore inaugure sa 20e édition.

## Prix et mentions
- 2011 : Grand Prix du Tourisme Québécois.
- 2010 : Grand Prix du Tourisme dans la catégorie des Événements majeurs.
- 2009 : Grand Prix d’Excellence de Culture Mauricie.
- 2006 : Le Festival est honoré de la « Mention spéciale » de la Ville de Trois-Rivières présenté lors des Grands Prix du Tourisme 2006.
- 2003-2004 : Grand Prix du Tourisme[7].

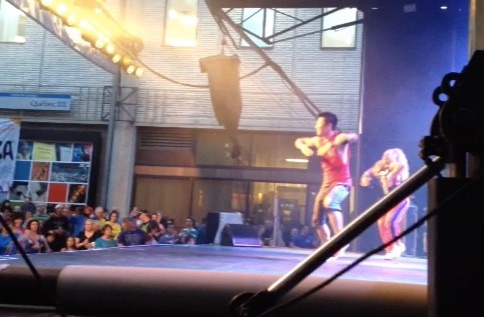
Festival international danse Encore
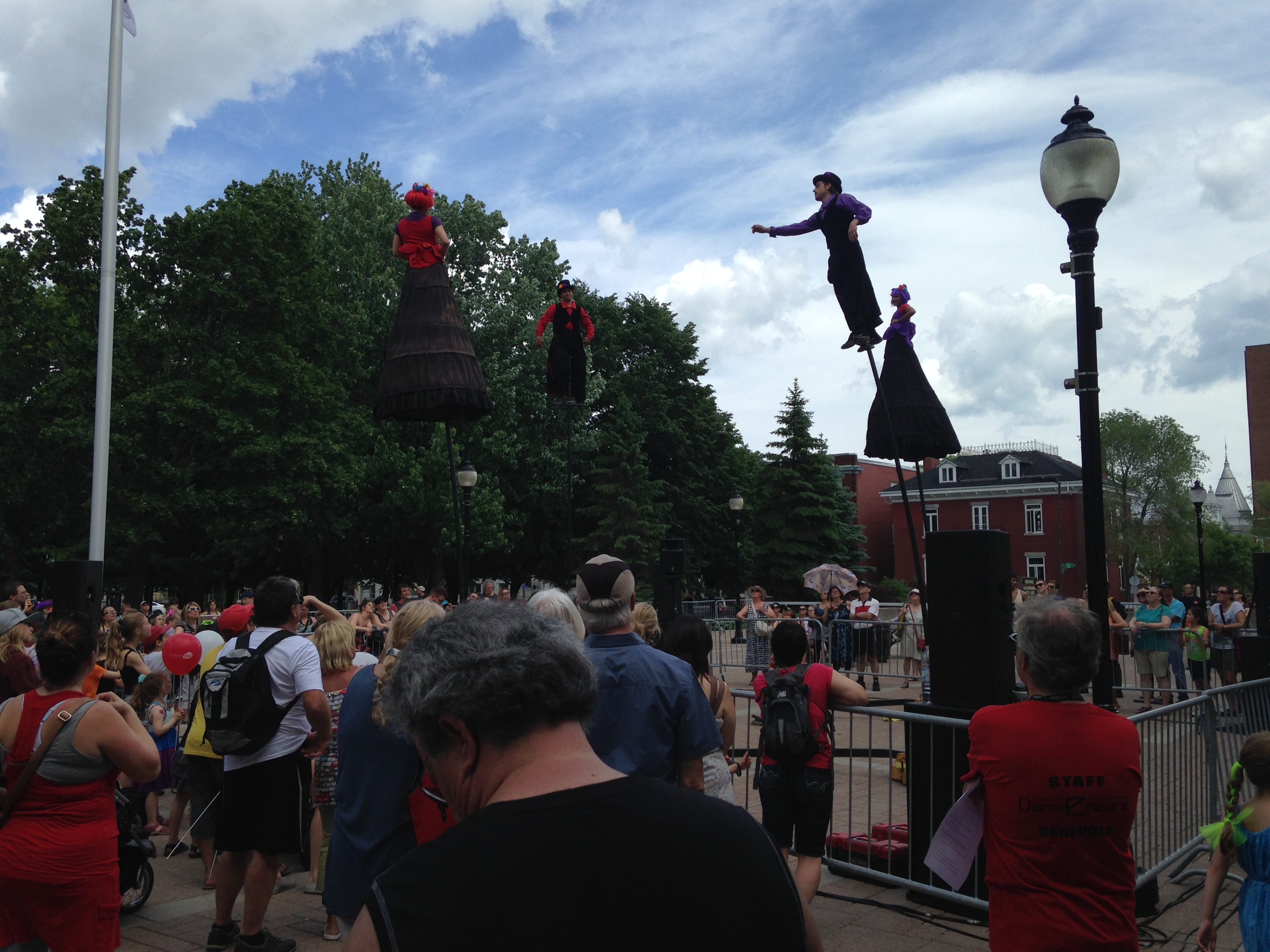
Danse Encore